# Ca' Loredan

Ca' Loredan.

Ca' Loredan este un palat din Veneția, situat în sestiere San Marco, cu vedere la partea stângă a Canal Grande, nu departe de Podul Rialto. Astăzi, împreună cu alăturatul Ca' Farsetti, este sediul primăriei orașului lagunar.

## Istoric
Ca 'Loredan datează din secolul al XIII-lea, fiind construită ca depozit venețiano-bizantin pentru familia Boccasi, dispărută în secolul al XV-lea. Potrivit unor istorici, ea a devenit reședința dogelui Jacopo Contarini, după ce acesta s-a retras din viață publică, trecând apoi la familia Zane. În secolele următoare palatul a fost extins și puternic modificat de familia Cornaro Piscopia care intrase în posesia lui în secolul al XIV-lea, la dorința lui Federico Corner, negustor bogat al timpului său: refacerea clădirii a fost realizată în cursul secolului al XVI-lea. În 1646 s-a născut aici Elena Lucrezia Cornaro, filozofă carea intrat în istorie ca fiind prima femeie absolventă de facultate: ea a primit acest titlu la 25 iunie 1678. Evenimentul, care a avut un vast ecou internațional, este amintit de o placă de marmură. 
Clădirea a devenit în 1703 reședința familiei Loredan, care a obținut-o prin căsătoria lui Giovanni Battista Loredan cu o fiică a lui Girolamo Corner. Devenită în 1806 proprietatea contesei Campagna Peccana, a fost transformată în hotel. Palatul a trecut în 1867 în administrarea orașului Veneției și a devenit sediu al primăriei, împreună cu Ca' Farsetti: noile lucrări de restructurare au modificat substanțial planul său inițial.

## Arhitectură
Palatul Loredan este o clădire construită inițial în stil venețiano-bizantin, fiind printre clădirile de la Canal Grande care păstrează încă urme în ciuda renovărilor. Parterul are un portal central închis de cinci arcade în formă de potcoavă, sprijinite de patru coloane corintice, peste care, la etajul principal, se află o deschidere heptaforă (cu șapte ferestre) în același stil. De fiecare parte a porticului, simetric, sunt câte două ferestre rotunde, care corespund unei ferestre trifore la etajul principal. Această forometrie este închisă de decorațiuni bizantine în cea mai mare parte circulare. Al doilea etaj principal, care, deși încearcă să imite stilul primului, se caracterizează printr-o deschidere poliforă largă în centru. Clădirea, caracterizată în partea dreaptă prin prezența a numeroase ferestre monofore și a portalului, se distinge prin faptul că are patru pasaje care o conectează cu Ca' Farsetti. În spate, are o curte lungă care separă două aripi secundare, cu numeroase deschideri arcuite și diferite vera da pozzo. Parterul conține Sala de Consiliu, în care sunt opere de artă realizate de Benedetto Caliari, Gregorio Lazzarini și Bonifacio Veronese.

## Ficțiune
Aceasta este una dintre posibilele locații ale Banco di Niccolò în seria The House of Niccolò a lui Dorothy Dunnett.